# Coleophora peribenanderi
Coleophora peribenanderi — вид лускокрилих комах родини чохликових молей (Coleophoridae).

## Поширення
Вид поширений в Європі та на Близькому Сході. Присутній у фауні України.

## Опис
Розмах крил 12—15 мм. Передні крила блідо-бежеві з білими повздовжніми смугами.

## Спосіб життя
Метелики літають у червні-липні. Гусениці живляться листям будяка та осота, рідше лопуха, дев'ятисила і волошки. Гусінь живе у чохлику коричневого або сірого кольору, завдовжки до 17 мм.